# Ceará-Mirim
Ceará-Mirim este un oraș în Rio Grande do Norte (RN), Brazilia.
1. ↑  Instituto Brasileiro de Geografia e Estatística